# Szalárd
Szalárd (románul Sălard) falu Romániában, Bihar megyében.

## Fekvése
Nagyváradtól 24 km-re északkeletre a Berettyó bal partján fekszik. Jákóhodos és Hegyközszentimre tartozik hozzá.

## Nevének eredete
Valószínűleg a kalandozások korabeli Szalárd vezér nevét viseli, de lehet, hogy a solar (= sóőr) szó rejlik benne.
A szalárd szó másik lehetséges szófejtése a futár megfelelője: fut-futó-futár; szalad-szaladó-szalárd.

## Története
A falu határában, a Berettyó folyó partján látható az egykori Adorján-vár maradványa, az öregtorony romjai.
A várat a Geregye nemzetségbeli Pál országbíró kezdte építeni, 1242 és 1276 és között épült fel, majd e Pál fia Miklósé lett, aki fellázadt IV. László ellen.
1277-ben IV. László királyi seregei a várat ostrommal foglalták el, majd Borsa nemzetségbeli Tamás és fiai kapták meg, akik IV. László, majd III. András ellen fordultak.
1294-ben a lázadó Borsák ellen támadó királyi sereg foglalta el, az ostromnál az erdélyi vajda életét vesztette.
1317-ben ismét a királyi sereg, III. András ostromolta meg és foglalta el a várat.
1400-ban Zsigmond magyar király Szalárdot a Csáky családból való I. Ferencnek adományozta, aki Szalárdi birtokán szűz Mária tiszteletére, a Szent Ferenc-rendiek számára kolostort és családi sírboltot építtetett, amely a kor (15. század) izlése szerinti csúcsíves stilben épült.
1598-ban a török rövid időre elfoglalta. Valószínűleg a 19. században rombolták le. A század végén még három sarokbástyája állt. Köveit széthordták. A csendőrség mellett még ma is megvan egy épület, a vár tégláiból épített kis üzlethelyiség.
1910-ben 2404 lakosából 2349 magyar volt. A trianoni békeszerződésig Bihar vármegye Szalárdi járásának székhelye volt. 1992-ben társközségeivel együtt 4088 lakosából 2941 magyar, 921 román, 220 cigány és 1 német volt.

## Ismert emberek
- Itt, a falu feletti Adorján várában született 1570-ben Csáky István generális, erdélyi nagybirtokos.
- Itt született 1917-ben Musti Viktor szobrász († 1943).
- Itt született 1948. november 20-án Molnár Gusztáv filozófus, politológus, geopolitikai szakember.
- Itt született 1951. augusztus 1-én Varga Árpád muzeológus, történész.